# Polycarena rariflora
Polycarena rariflora är en flenörtsväxtart som beskrevs av George Bentham. Polycarena rariflora ingår i släktet Polycarena och familjen flenörtsväxter. Inga underarter finns listade i Catalogue of Life.